# Râle ypécaha
Aramides ypecaha
Espèce
Statut de conservation UICN

 LC  : Préoccupation mineure
Le Râle ypécaha ou Râle géant du Brésil (Aramides ypecaha) est une espèce d'oiseau d'Amérique du Sud.